# Бауэр, Армин
Армин Бауэр (итал. Armin Bauer, род. 15 июня 1990 года в Больцано) — итальянский двоеборец, участник Олимпийских игр в Ванкувере.
В Кубке мира Бауэр дебютировал в 2008 году, в январе 2009 года первый, и пока единственный раз попал в десятку лучших на этапе Кубка мира, в командных соревнованиях. Кроме этого на сегодняшний момент имеет 4 попадания в тридцатку лучших на этапах Кубка мира, все в личных соревнованиях. Лучшим достижением в итоговом зачёте Кубка мира для Бауэра является 61-е место в сезоне 2009-10.
На Олимпиаде-2010 в Ванкувере стартовал в трёх дисциплинах: 43-е место в соревнованиях с нормального трамплина + 10 км, 21-е место в соревнованиях с большого трамплина + 10 км и 10-е место в командных соревнованиях.
За свою карьеру участвовал в одном чемпионате мира, на чемпионате мира 2009 принял участие в трех гонках, в личных гонках занял 41-е и 49-е места, кроме того стал 7-м в команде.
Использует лыжи производства фирмы Atomic.